# Marsac, Hautes-Pyrénées

Marsac este o comună în departamentul Hautes-Pyrénées din sudul Franței. În 2009 avea o populație de 243 de locuitori.

## Evoluția populației
| An        | 1975 | 1982 | 1990 | 1999 | 2006 | 2009 |
| --------- | ---- | ---- | ---- | ---- | ---- | ---- |
| Populație | 179  | 194  | 213  | 195  | 218  | 243  |